# Župna crkva Blagovijesti – Navještenja Gospodinova u Vrbanima
Župna crkva Blagovijesti – Navještenja Gospodinova katolička je crkva u Vrbanima sagrađena 2005. godine. 17. lipnja 2007. godine blagoslovio ju je zagrebački nadbiskup kardinal Josip Bozanić.

## Arhitektura
Arhitektonski projekt za izgradnju crkve djelo je arhitekata Borisa Koružnjaka i Gordane Domić. Bruto površina projekta je 2320 m².

## Galerija
- Unutrašnjost crkve
- Skulptura
- Pogled prema oltaru
- Križ iznad oltara
- Ulazna vrata
- Pogled na crkvu